# Partit Socialista de les Illes

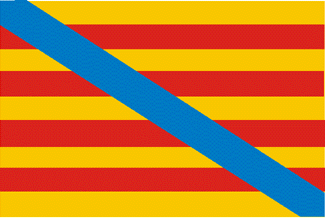
Senyera del PSI

El Partit Socialista de les Illes (PSI) fou fundat formalment el 18 de febrer de 1976 per Sebastià Serra i Busquets, es declarava socialista autogestionari i autodeterminista, en contraposició amb la Federació Socialista Balear del PSOE, de caràcter socialdemòcrata i sucursalista.
Fou membre de l'Assemblea Democràtica de Mallorca (maig 1976), presentà l'avantprojecte d'estatut a Cura (març 1977) i es presentà a les eleccions generals de 1977 en la coalició Unió Socialista. Malgrat el seu nom, únicament va tenir implantació a Mallorca i el 1977 el PSI va adoptar el nom de Partit Socialista de Mallorca (PSM), mantenint, però, la mateixa personalitat jurídica, a partir d'aquest procés va establir lligams electorals amb el Partit Socialista de Menorca (PSM).
L'anagrama del partit era un puny sobre les sigles PSI. Habitualment feia servir les quatre barres com a senyera nacional.